# Українські Американські Ветерани

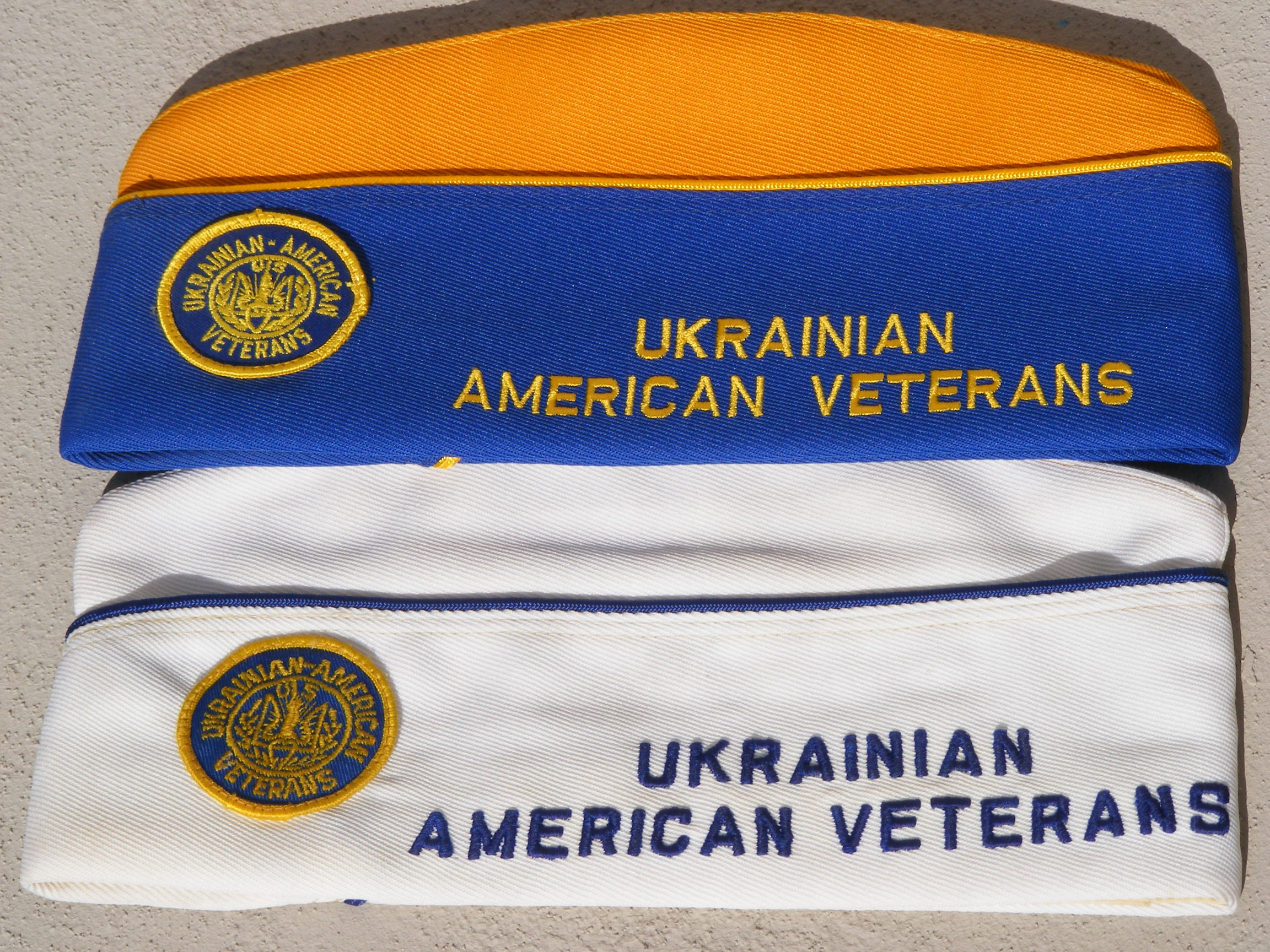
Пілотки, які використовуються Українськими Американськими ветеранами. Синьо-золоту вдягають члени Національної виконавчої ради, а білі пілотки використовуються офіцерами Підрозділу відповідного Штату.

Українські Американські Ветерани (УАВ) — неприбуткова організація у Сполучених Штатах Америки почесно звільнених ветеранів Збройних сил США, котрі є українцями за походженням. Служба внутрішніх доходів надала УАВ звільнений від оподаткування статус у 1984 році і УАВ була зареєстрована у штаті Нью-Йорк у 1987 році. Керівництво організацією здійснюється Національною виконавчою радою, яка складається з добровольців та очолюється Національним командиром, якого вибирають на Національному з'їзді.

## Завдання

### Місія
У вступі до Національного статуту зазначається наступна місія Українських американських ветеранів:
УАВ прагне об'єднати Американських ветеранів українського походження та зобов'язується підтримувати Конституцію, Уряд та закони Сполучених Штатів Америки.

### Цілі
У статті ІІ Національного статуту перелічено наступні цілі Українських американських ветеранів:
a) Об'єднати, посилити та забезпечити побратимство всіх американських ветеранів українського походження.
b) Увіковічнити пам'ять та діяння наших побратимів, які віддали свої життя для того щоб забезпечити нам благословенну Свободу.
c) Проповідувати та увіковічнювати наш Американський спосіб життя.
d) Підтримувати Конституцію та Закони Сполучених Штатів Америки.
e) Охороняти та захищати Сполучені Штати Америки від усіх їхніх ворогів.
f) Просувати дух миру та доброї волі посеред всіх людей на землі.
g) Забезпечувати принципи справедливості, свободи та демократії для нас та наших нащадків.
h) Допомагати всім побратимам у біді а також вдовам та сиротам наших полеглих товаришів.
i) Підтримувати Українську ідентичність в статусі високої пошани та поваги у наших Сполучених Штатах Америки.
j) Надавати стипендії студентам, які є нащадками Українських Американських Ветеранів, або пов'язані з ними.

## Історія

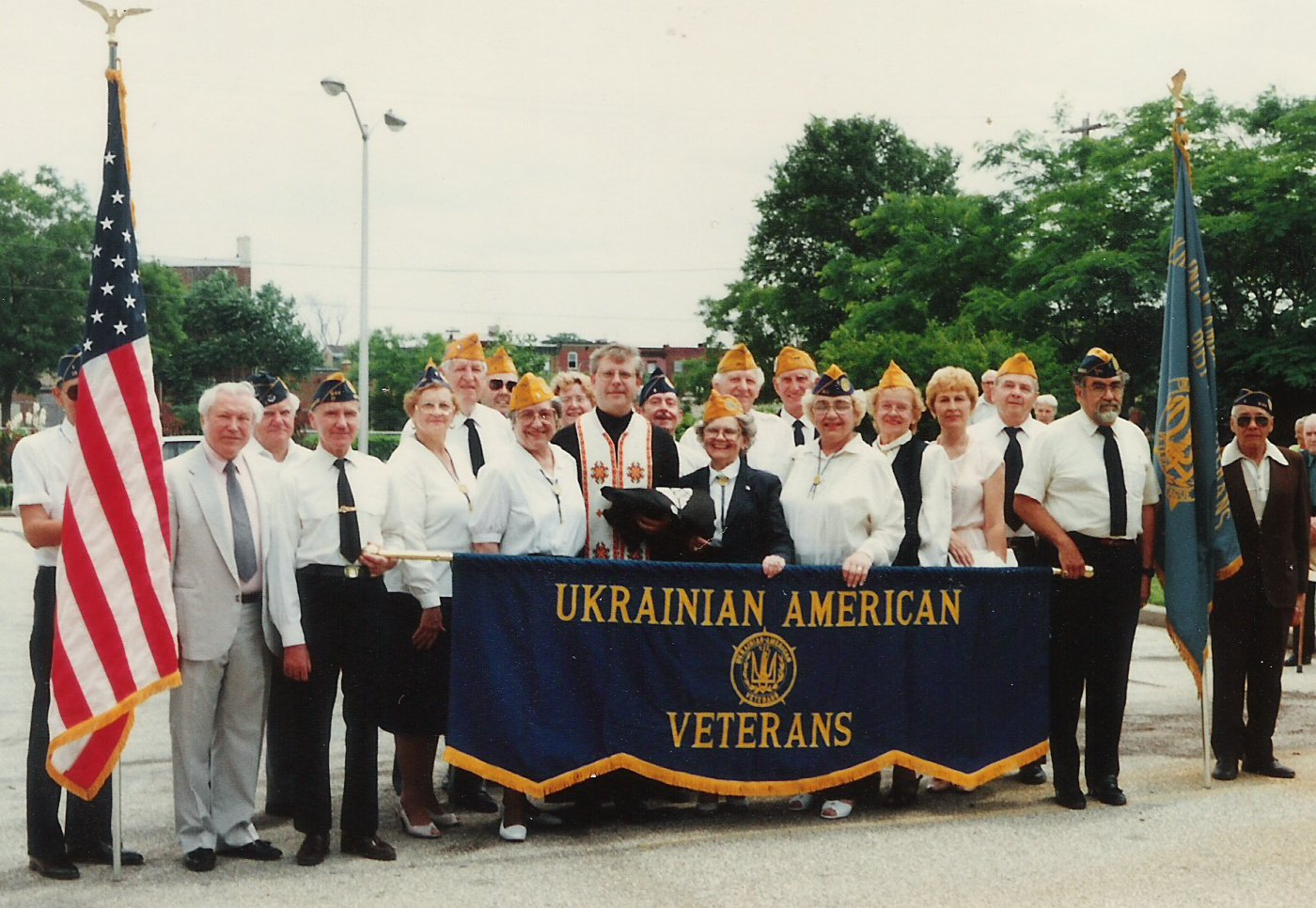
Українські американські ветерани збираються після підняття Прапора «в'язнів війни та зниклих під час бойових дій» (POW-MIA Flag) в Асоціації Божого Провидіння Української Греко-Католицької церкви у Філадельфії.

Пост 1 Українських американських ветеранів було сформовано у вересні 1921 року у Філадельфії. Інші пости було організовано у різних містах, але через велику відстань та брак чисельності національна організація не оформилась у той часовий період.
Після Другої світової війни коли з'явилася більша кількість ветеранів, було сформовано нові пости та зростав інтерес до створення організації національного масштабу. Протягом з'їзду Ліги Української Молоді Північної Америки 1947 року декілька делегатів зустрілися і висловили їхнє бажання утворити таку організацію. Майор Майкл Дармопрай (Українська транслітерація — Дармограй) здійснив приготування Посту 1 для проведення Національного З'їзду у Готелі Пенн Шератон у Філадельфії протягом вихідних Дня пам'яті у 1948 році (29-31 травня 1948 року).
Прибуло 55 делегатів для участі у першому Національному З'їзді з таких міст як Байонн, Кліфтон, Ньюарк, Перт Амбой (штат Нью-Джерсі), Нью-Йорк, Рим, Трой (штат Нью-Йорк), та Філадельфія (штат Пенсільванія). Делегати обговорили варіанти назви організації та зупинились на Українські Американські Ветерани. Було затверджено установчу угоду та Статут. Вибрано Національного Командира та Національну Виконавчу Раду для очолювання організації. Також було прийнято різноманітні резолюції, зокрема вирішено, що наступні з'їзди проводитимуться на щорічній основі.

## Вимоги для права на членство
Будь-яка особа Української традиції чи походження має право на членство в Українських Американських Ветеранах, якщо така особа служила в Збройних силах США та почесно була демобілізована. Будь-яка особа, яка не є українського походження, але задовольняє інші вимоги для права на членство і є одруженою з особою українського походження має право на повне членство в УАВ.

## Організаційна структура

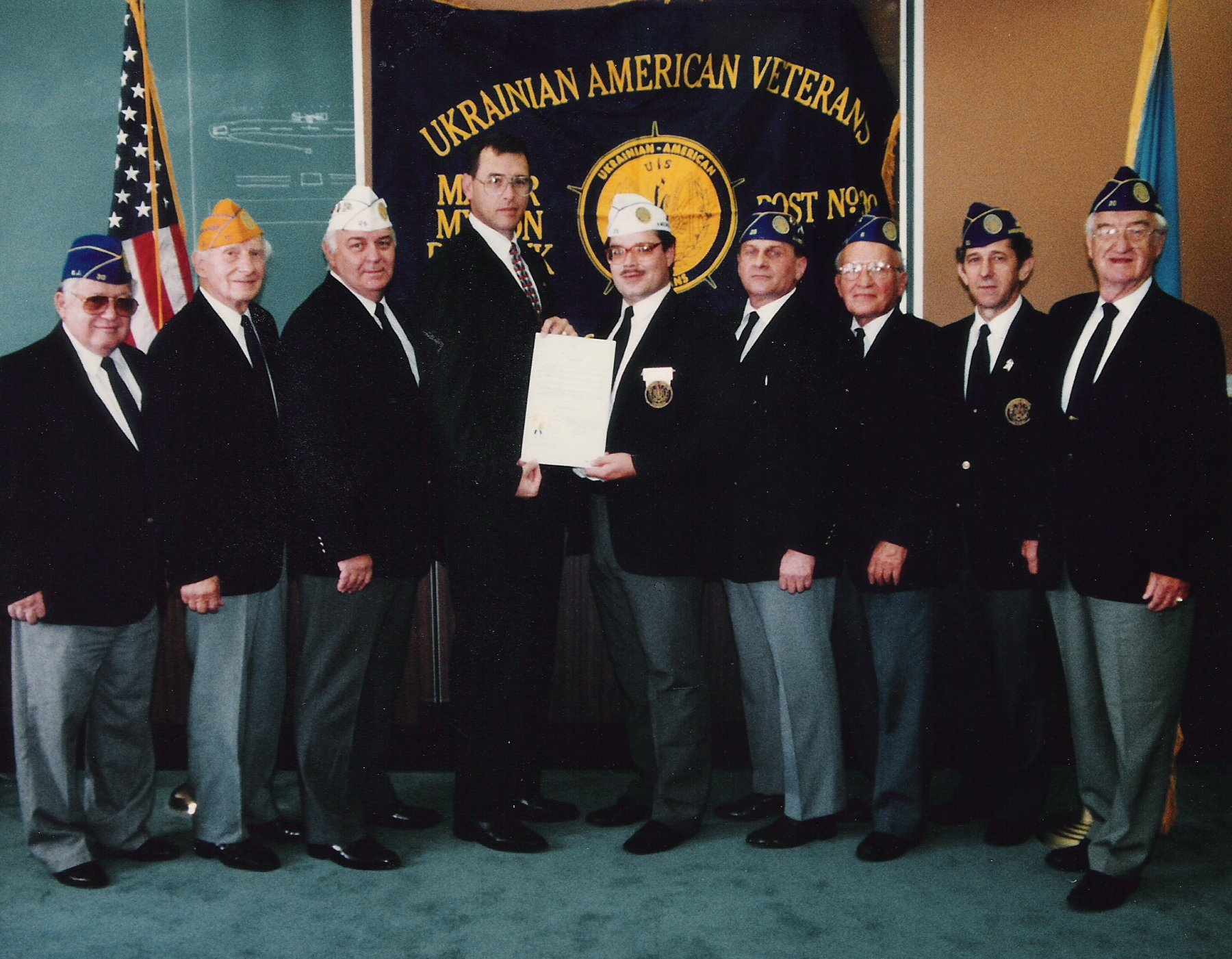
Члени Українських Американських Ветеранів зустрічаються з Комісаром Відділення військових та ветеранських справ Нью-Джерсі Майклом Уорнером після церемонії презентації до дня незалежності України. Зліва: Алекс Занько, Майкл Венгрин, Джон Тимаш, Комісар Майк Уорнер, Командир Джодж А. Мізюк, Роберт Іванчевський, Джон Павлов, Бернард Кравчук та Джон Заканич.

### Пости
Пост — це базова одиниця УАВ та, як правило, репрезентує географічну місцевість як то столичний округ, місто, містечко або графство. Пост використовується для формальних справ як зустрічі та координаційна точка для місцевих проєктів. Часто пост проводить заходи громади як бінґо, сніданки та відзначання свят. Також не є рідкістю коли Пост утримує бар, який працює обмежений час. Члена посту розрізняється по темно-синій пілотці із золотим написом та золотими кантами (галунами).

### ПідрозділШтату
Пости згруповані разом у організацію рівня Штату, що називається Підрозділ Штату для цілей координації та адміністрування. Разом може існувати 51 підрозділ Штатів, один для кожного Штату та для федерального округу Колумбія. Командир Підрозділу Штату чи офіцер Ради підрозділу розрізняється по білій пілотці з синіми буквами та синіми кантами (галунами).

### Національна виконавча рада
Управління Українськими Американськими Ветеранами належить Національній Виконавчій Раді (НВР), як збирається щоквартально або за потребою для ведення справ організації. НВР очолюється Національним Командиром, який головує на зібраннях. Іншими офіцерами НВР можуть бути: Заступник Командира, Ад'ютант, Судовий адвокат, Офіцер фінансів, Квартирмейстер, Літописець, Офіцер Відносин з громадськістю.
Національний Командир розрізняється по золотій пілотці з синіми буквами та синіми кантами (галунами). Офіцер Національної Виконавчої Ради розрізняється по пілотці з синім околишом та золотим верхом, золотими буквами та золотими кантами (галунами).

### Жінки помічниці
Для Українських Американських ветеранів було розвинуто підрозділ Жінки помічниці. Жінки помічниці Українських Американських Ветеранів — патріотична організація з осідком у США для жінок, які зацікавлені у волонтерській службі. Це неприбуткова організація, яка є дочірньою Українських Американських Ветеранів.
Хоча поодинокі підрозділи Жінок помічниць існували окремо від постів УАВ ще задовго до З'їзду 1948 року, загальнодержавна організація не була оформлена до березня 1974 року. Розалі Польче була обрана тимчасовим президентом щоб керувати групою в той час. Під час 27-го Національного З'їзду УАВ у червні 1974 року у Джерсі-Сіті штат Нью-Джерсі Жінки помічниці були офіційно визнані як частина організації Українських Американських Ветеранів. Установча угода та статут було затверджено наступного року у червні 1975 року на Загальнодержавному З'їзді у Спрінг Уеллей штат Нью-Йорк.
Жінки помічниці Українських Американських Ветеранів є організацією з відданими, готовими допомогти жінками по всій країні, які присвятили себе Американським ветеранам, дітям та молоді з ідеєю надихати громади Помічниць.

## Діяльність

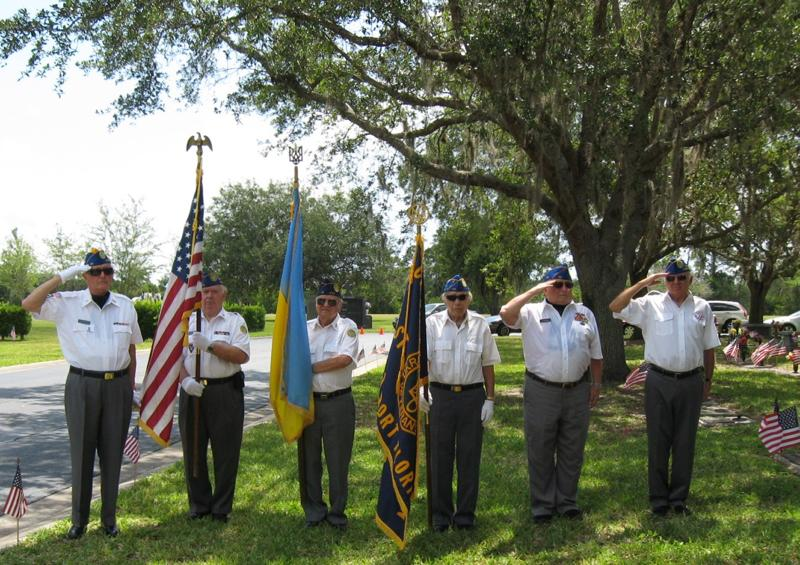
Капрал Роман Дж. Лазор Пост 40, Норт Порт Флорида. Відзначення Дня пам'яті. «Віддати честь ветеранам» зліва направо: Командир Ігор Грон, Джері Зінич, Джон Хомік, Юліан Гельбіґ, Полковник Роман Рондяк (у відставці), Джордж Барановський.

### Патріотична
Українські Американські Ветерани організовують та беруть участь у різноманітних патріотичних церемоніях включаючи: День Збройних сил США, День пам'яті, День незалежності США, День Ветерана та інші. Вони як правило проводяться на рівні постів. Церемонії можуть включати відвідування цвинтарів та марширування на парадах. Багато постів УАВ розмістили меморіальні позначки чи монументи на цвинтарях приблизно по центру. Ці монументи є місцем зустрічі для членів УАВ під час служби в День пам'яті та День Ветерана.
Багато постів відзначають День Незалежності України як свято, яке раніше святкувалося 22 січня. Після 1991 року дата відзначання змінилася на 24 серпня.
Представники Підрозділу Штату УАВ часто беруть участь у патріотичних церемоніях як Підписання Прокламації, що спонсорується секретаріатом губернатора, або Зачитування Резолюцій, що виносяться законодавчим органом штату. Офіцерів підрозділу штату також часто запрошують відвідати щорічний «Губернаторський огляд» відділення Національної гвардії Штату.
На національному рівні 27 червня 1964 року у Вашингтоні федеральний округ Колумбія УАВ брали участь в церемонії відкриття пам'ятника Тарасові Шевченку. Колишній президент США Дуайт Ейзенхауер був присутнім на церемонії як ключовий промовець.